# Orkán Herwart

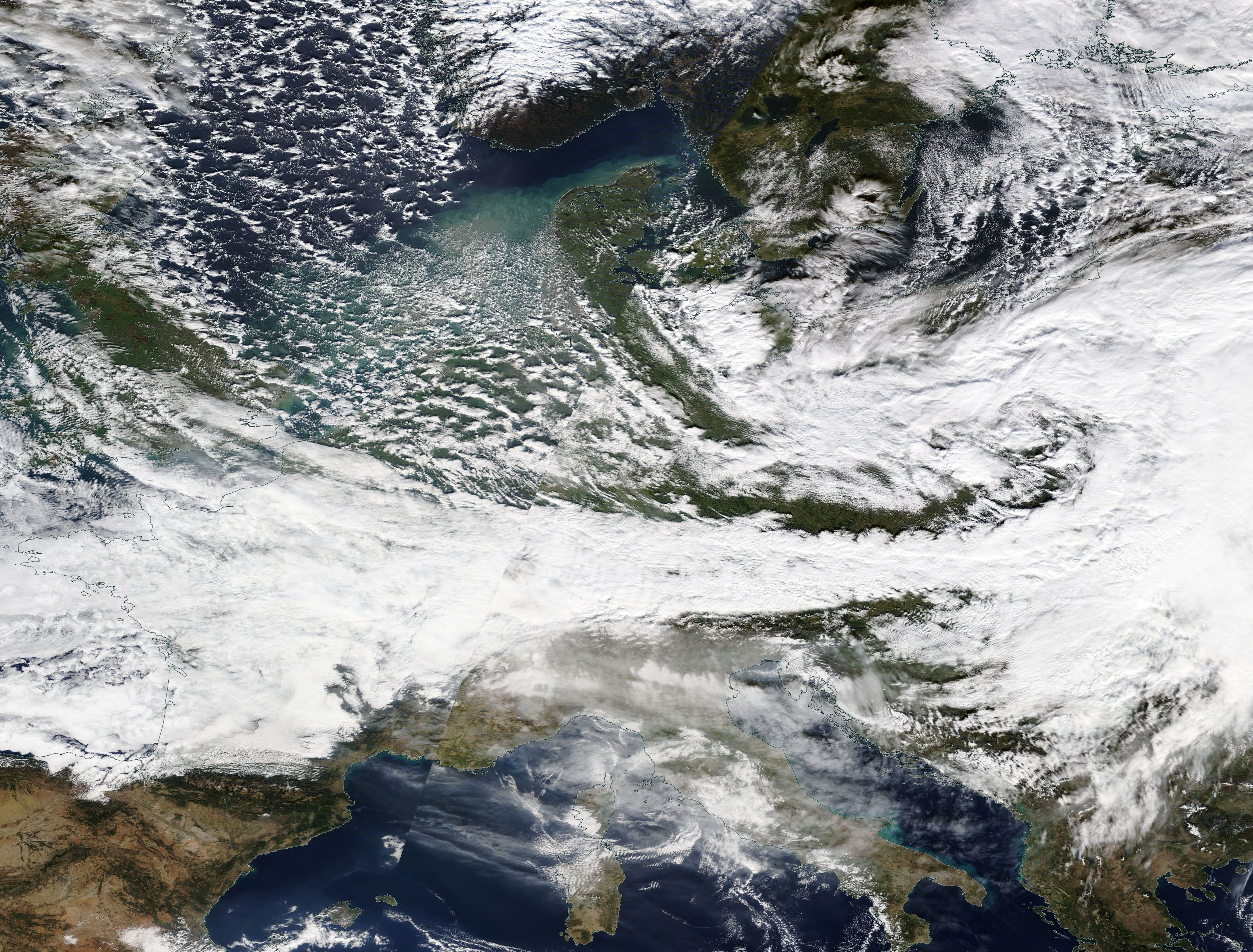
Satelitní snímek orkánu Herwart 29. října 2017.

Herwart byla cyklóna, která 29. října 2017 zasáhla střední Evropu a rozvinula se do ničivé bouře, s větry dosahujícími v nárazech síly orkánu (12° B). První poryvy větru byly na severu Německa citelné už před půlnocí, tedy 28. října. Bouře si vyžádala 11 mrtvých, 1 v Dánsku, 4 v Německu, 2 v Polsku a 4 v Česku. Všechna čtyři úmrtí v Česku způsobily pády stromů. Bouře byla podle meteorologů nejničivější od orkánu Kyrill, který v roce 2007 v Česku zabil rovněž 4 lidi.

## Síla větru
Nejvyšší rychlost větru byla naměřena na Luční boudě v Krkonoších – 182 km/h, ovšem na Sněžce přestaly v průběhu dopoledne obě stanice dodávat data, a tak zaznamenaný náraz 180 km/h nemusí být nejvyšší. V hlavním městě ČR – Praze bylo naměřeno 118 km/h. V Německu vítr na mnoha místech přesahoval rychlosti 120 km/h a jeho rekordní sílu, 176 km/h, naměřili na Fichtelbergu, nejvyšší hoře německé části Krušných hor a na Brockenu v pohoří Harz jen o 2 km/h méně. Rovněž v Rakousku řada stanic zaznamenala rychlost větru přes 120 km/h – mj. i letiště Vídeň 126 km/h. Nejsilnější poryv větru v Rakousku byl zaznamenán na hoře Feuerkogel – 180 km/h, v rovinatých oblastech byl rekord naměřen v Ennsu 140 km/h. Nejvyšší rychlost větru na Slovensku byla naměřena na Chopku – 162 km/h. Na dánském ostrově Sjælland bylo naměřeno 139 km/h.[zdroj?]
| m/s  | km/h | stanice                   | m n. m. | geomorfologický celek     | okres          |
| ---- | ---- | ------------------------- | ------- | ------------------------- | -------------- |
| 50,5 | 182  | Luční bouda               | 1413    | Krkonoše                  | Trutnov        |
| 50,0 | 180  | Sněžka, polská observatoř | 1602    | Krkonoše                  | Polsko         |
| 49,3 | 177  | Sněžka, Česká poštovna    | 1602    | Krkonoše                  | Trutnov        |
| 49,0 | 176  | Fichtelberg               | 1213    | Krušné hory               | Německo        |
| 41,9 | 151  | Milešovka                 | 831     | České středohoří          | Litoměřice     |
| 36,5 | 131  | Ústí nad Labem, Kočkov    | 375     | České středohoří          | Ústí nad Labem |
| 36,0 | 130  | Javorový                  | 930     | Moravskoslezské Beskydy   | Frýdek-Místek  |
| 35,3 | 127  | Nová Ves v Horách         | 725     | Krušné hory               | Most           |
| 34,8 | 125  | Přibyslav, Hřiště         | 533     | Hornosázavská pahorkatina | Havlíčkův Brod |
| 34,1 | 123  | Výrovka                   | 1362    | Krkonoše                  | Trutnov        |
| 33,8 | 122  | Skuteč                    | 457     | Železné hory              | Chrudim        |
| 32,9 | 118  | Praha, Karlov             | 261     | Pražská plošina           | Praha 2        |
| 32,7 | 118  | Luká                      | 510     | Zábřežská vrchovina       | Olomouc        |
| 32,3 | 116  | Lysá hora                 | 1322    | Moravskoslezské Beskydy   | Frýdek-Místek  |
| 32,2 | 116  | Doksany                   | 158     | Dolnooharská tabule       | Litoměřice     |

## Účinky

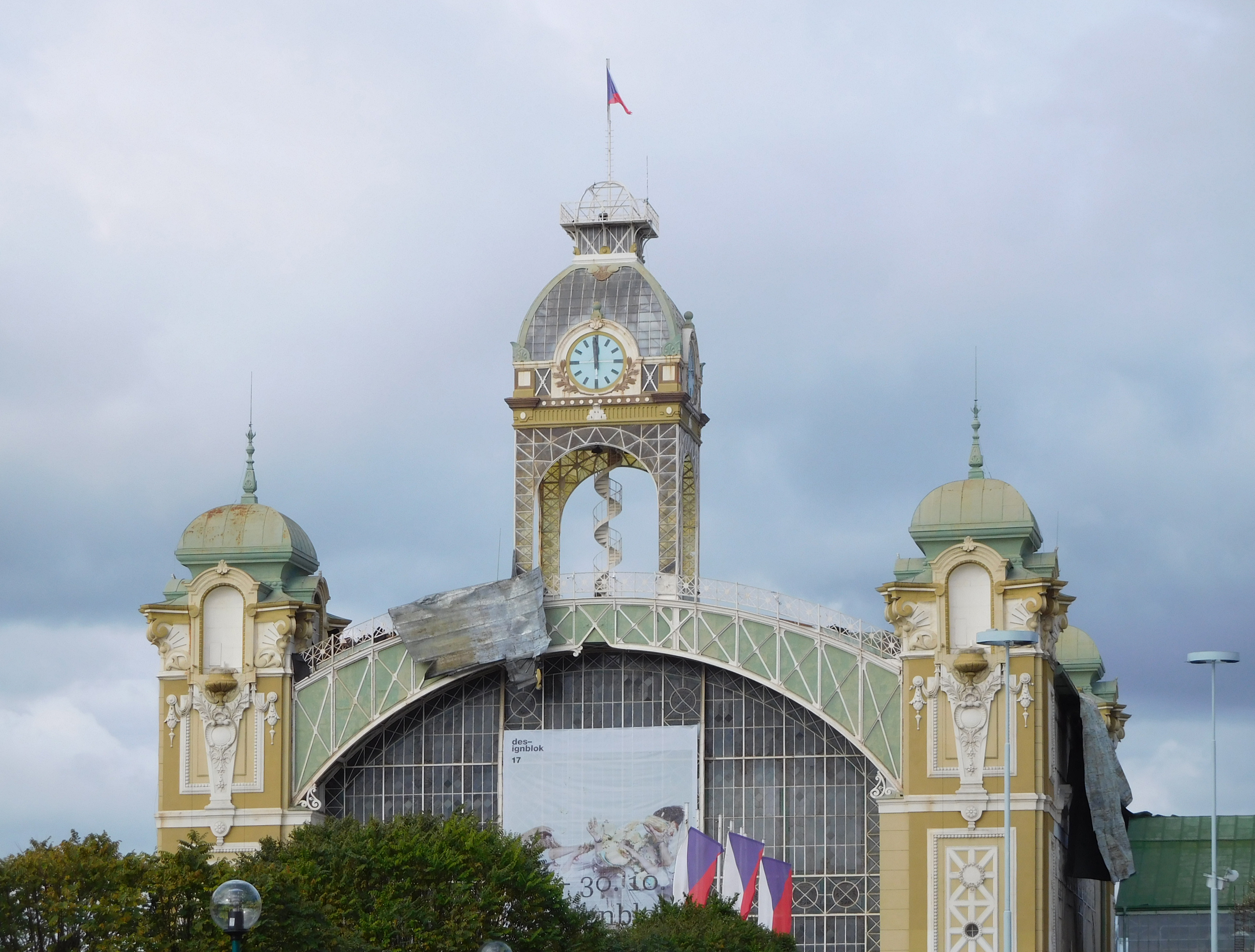
Střecha Průmyslového paláce v Praze poškozená vichřicí

### Česko
Pojišťovny vyčíslily škody na nejméně 1,37 miliardy korun. Orkán Kyrill z roku 2007 však způsobil škody přes 2,2 miliardy korun. Orkán si vyžádal čtyři životy, bez elektrické energie byly statisíce lidí. V celé České republice se vyvrátily stovky stromů, které blokovaly silniční i železniční dopravu. Silné srážky na severu Čech zvedly hladiny některých toků. Meteorologové vydali výstrahu před extrémními srážkami v Libereckém kraji a povodněmi v Libereckém a Královéhradeckém kraji. Na třetí povodňový stupeň se dostala Jizera na Jablonecku a na Semilsku, Labe na Trutnovsku. Kvůli vichřici postihly elektrorozvodnou síť v Česku mnohé výpadky; kolem 13. hodiny, tedy v čase, kdy bouře začala odeznívat, se bez dodávky elektrické energie nacházelo více než 500 000 domácností. Mnozí obyvatelé na Přibyslavsku byly bez proudu i 4 dny po orkánu. Herwart způsobil na českých železničních tratích škodu kolem 10,8 milionů korun.
V Mostě se zřítil dřevěný kostel sv. Valentina, který byl postaven v roce 2010. V blízkosti náměstí Bratří Synků v Praze se kvůli větru zřítilo lešení na několik aut. V Osečku na Nymbursku způsobila vichřice značné škody v místní sklárně. Silný vítr utrhl a sroloval střechu, výroba však nemusela být přerušena. Hrubý odhad škody byl nad tři miliony Kč. Velké škody vítr také napáchal v Libochovicích. Ve městě byly poničeny střešní krytiny, vyvrácená či poškozená dopravní značení a desítky popadaných stromů. K velkým škodám došlo také na místním hřbitově, kde bylo poničeno 13 hrobů.
V neděli 29. října vichřice strhla také střechu Průmyslového paláce v Praze, musel se zrušit zde konaný festival Designblok. Kvůli bouři byla 29. a 30. října zavřena Zoo Praha, ve které se vyvrátilo několik stromů, i zoologické zahrady v Brně a ve Zlíně. 29. října vítr vylomil přes 400 let starý památný Dub u Mokrosuk. Bouře také způsobila pád 46metrového a více než 200 let starého smrku v národním parku České Švýcarsko.
Podle odhadů Lesní ochranné služby orkán poškodil 2,4 milionu metrů krychlových dřevní hmoty za miliardy korun. To představuje asi 3 miliony vzrostlých stromů, ve většině smrků. Nejvíce poškození bylo na Vysočině, v Karlovarském a Jihočeském kraji, nejméně v Královéhradeckém, Pardubickém a Moravskoslezském.

### Slovensko
Na území Slovenska byly nejsilnější nárazy větru zaznamenány v okolí Nitry (124 km/h), na Horní Oravě (108 km/h) a na bratislavském letišti (107 km/h). Rychlost větru v horských oblastech dosáhla maxima 162 km/h na Chopku.

### Polsko
V oblasti Poznaně, kde vítr v poryvech přesahoval rychlost 100 kilometrů v hodině, zůstalo na 40 000 domácností bez elektřiny.

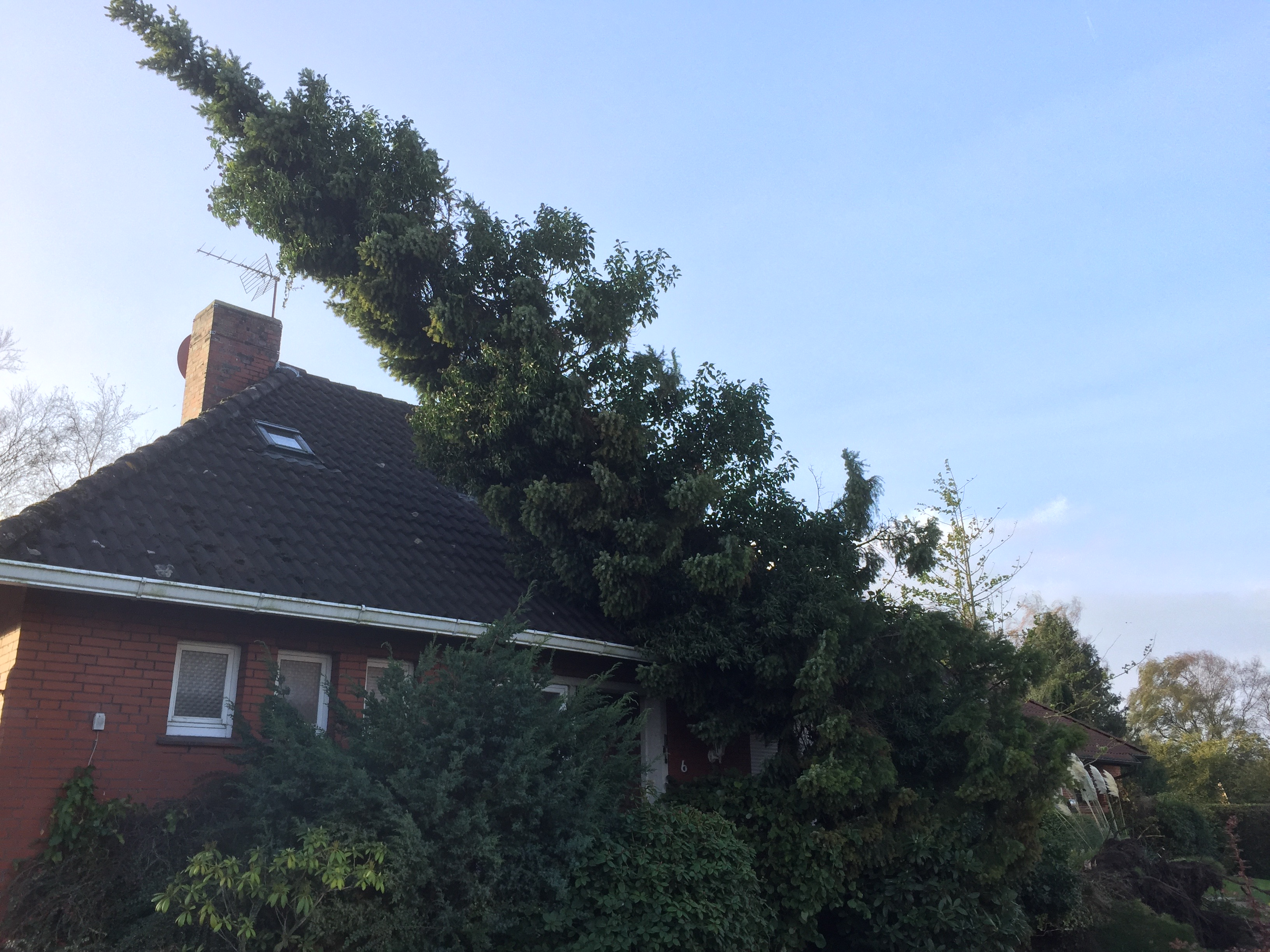
Strom, který spadl na střechu domu v Emdenu

### Německo
V části Německa došlo k záplavám, které mohou za smrt 63letého muže. Vážné problémy v této zemi větrný živel napáchal zejména v železniční dopravě. V Berlíně byl vyhlášen výjimečný stav. Bouře v metropoli lámala stromy a na dvou místech spadlo lešení.

### Rakousko
Ve Vídni bylo 29. října z bezpečnostních důvodů uzavřeno hlavní vlakové nádraží.